# Prosxenkoïta-(Y)
La prosxenkoïta-(Y) o proshchenkoïta-(Y) és un mineral de la classe dels silicats, que pertany al grup de la vicanita. Va ser descrita per primera vega l'any 1966 com un fluorosilicat amb contingut de terres rares (REE, de l'anglès Rare Earth Element) sense nom; no va ser fins al 2008 que va ser acceptada com a espècie mineral. Rep el seu nom en honor de Ievgueni Grigórievitx Prosxenko (en rus: Евгений Григорьевич Прощенко, 1929-1996), mineralogista rus, que va trobar el mineral per primera vegada al massís Tommotskii, riu Tommot, Sakhà, Districte Federal de l'Extrem Orient, a Rússia, l'únic lloc on ha estat trobat aquest mineral.

## Característiques
La prosxenkoïta-(Y) és un nesosilicat de fórmula química (Y,REE,Ca,Na,Mn)15Fe2+Ca(P,Si)Si₆B₃(O,F)48. Cristal·litza en el sistema trigonal. La seva duresa a l'escala de Mohs és 5,5. Està classificada com lleugerament radioactiva pel seu contingut en metalls de terres rares de fins al 40% i de tori de fins al 0,9% i té una activitat específica d'aproximadament 387 Bq/g.
Segons la classificació de Nickel-Strunz, la prosxenkoïta-(Y) pertany a «09.AJ: Estructures de nesosilicats (tetraedres aïllats), amb triangles de BO₃ i/o B[4], tetraèdres de Be[4], compartint vèrtex amb SiO₄» juntament amb els següents minerals: grandidierita, ominelita, dumortierita, holtita, magnesiodumortierita, garrelsita, bakerita, datolita, gadolinita-(Ce), gadolinita-(Y), hingganita-(Ce), hingganita-(Y), hingganita-(Yb), homilita, melanocerita-(Ce), minasgeraisita-(Y), calcibeborosilita-(Y), stillwellita-(Ce), cappelenita-(Y), okanoganita-(Y), vicanita-(Ce), hundholmenita-(Y) i jadarita.

## Formació
La prosxenkoïta-(Y) s'ha observat en pegmatites i també al voltant de esquistos i gneis. En la majoria de casos forma acumulacions irregulars, filons prims o petites disseminacions. Els filons prims del mineral tallen el gneis amb contactes diferents, i la descripció del mineral es basa en mostres seleccionades d'aquests filons. Segons Prosxenko et al. (1966), les condicions geològiques en què es troba el mineral i el caràcter de les seves associacions minerals confirmen la seva naturalesa pneumatolítica-hidrotermal.
Els minerals amb els quals s'ha trobat associada inclouen: chevkinita, fergusonita, gadolinita, britholita, amfíbol, fluorita, pirita i molibdenita.